# Luisinho (político)
Luis Eduardo Almeida de Oliveira (Rio de Janeiro, 14 de fevereiro de 1964), conhecido como Luisinho, é um político brasileiro. Foi vereador de Belford Roxo e deputado federal pelo estado do Rio de Janeiro.

## Biografia
Foi cabo da Polícia Militar do Estado do Rio de Janeiro (PMERJ) e empresário, tendo sido gerente de uma loja de autopeças e de uma locadora de vídeos em Belford Roxo.
Em 1992, foi eleito vereador de Belford Roxo pelo Partido da Social Democracia Brasileira (PSDB), sendo reeleito em 1996. Em 1998, elegeu-se deputado federal pelo estado do Rio de Janeiro. Chegou a filiar-se ao Partido Democrático Trabalhista (PDT) para tentar a prefeitura de Belford Roxo na eleição de 2000, mas teve a candidatura vetada pelo presidente do partido, Leonel Brizola.
Durante sua passagem na Câmara dos Deputados, foi titular na Comissão de Defesa do Consumidor, Meio Ambiente e Minorias, na Comissão de Viação e Transportes e na Comissão de Desenvolvimento Urbano e Interior.
Tentou voltar à Câmara dos Deputados nas eleições de 2002, 2006 e 2010, mas não foi eleito. Na política municipal, foi candidato a prefeito de Belford Roxo em 2004 e a vice-prefeito em 2008, na chapa de Sulamita do Carmo.
Em 2006, teve seu nome citado no escândalo dos sanguessugas, chegando a ser denunciado pelo Ministério Público Federal. Na época, deputados federais foram acusados de estarem envolvidos na compra de ambulâncias com valores superfaturados.